# Добра (приток на Купа)
До̀бра (на хърватски: Dobra) е река в Хърватия, Карловацка жупания, десен приток на Купа.

## Общи сведения
Добра има дължина 104 км, басейнът ѝ е 1428 км², средният ѝ отток е 31 м³/c. Извира от Горски котар на 700 м над морското равнище. Влива се в река Купа северно от град Карловац. При Огулин тече в дълбок тесен каньон.